# Appunti su un fatto di cronaca
Appunti di un fatto di cronaca  è un cortometraggio del 1951, diretto da Luchino Visconti. La voce narrante è di Vasco Pratolini.

## Trama
18 febbraio 1950: una ragazza di 12 anni Annarella Bracci viene violentata e uccisa da un folle maniaco nel quartiere romano di Primavalle.